# Чета
Чѐтата е група от въоръжени хора в нелегалност, които се противопоставят на властта. През XVIII век чѐтите продължават хайдутството на Балканския полуостров като начин на съпротива срещу Османското владичество. Те са едно от средствата на революционното (освободителното) движение.
Четата обикновено се състояла от няколко десетки души (от около 15 до 200 души) на млада или средна възраст. Те се наричат четници, което носи положителна оценка, или хайдути, а айдуци, което понякога се свързва и с престъпници, или комити. Ръководителят (командирът) на четата се нарича войвода.
Тя се формира на идеологически признак – желанието за сваляне на властта, както и живот срещу общоприетите порядки. Първоначално четите се опитвали да подронят чуждата власт на несамоуправляващото се християнско славянско население – българи, сърби и др. и действали срещу османските турци.
Класическите чети могат да бъдат определени като паравоенни формирования, често недостатъчно въоръжени. Равнището на техниката и тактиката било ниско в сравнение с официалните милиции. Част от средствата се набавяли доброволно от завладяното население. Четите били създадени за провеждане на сражения със силите на властта по метода на асиметричната война.
Четата обикновено се базира извън територията на населените места, далеч от силите на властта, в планини и гори, а понякога и извън територията на страната – в съседни напълно или частично автономни държави.
Като тактика на съпротива четите се различават от въстанията, които се повдигат от мирното иначе население в градовете и селата. Понякога четите се сформирали предварително или по повод започнали въстания с цел те да бъдат подкрепени.
Четите и бележат сходство с легиите, които били образувани с помощта на съседните правителства.
Георги Раковски нарича предсмъртния от плановете си за освобождение на България „Привременен закон за народните горски чети за 1867-о лето“ и в него предвижда йерархично централизирано ръководство на четите (от войвода и главен войвода за страната), като евентуални неподчиняващи се български чети трябва да бъдат ударени и разбити. Планът не бива приложен.
След освобождението на България (1878 г.) чети на ВМОРО и ВМОК действат на територията на Македония и Одринска Тракия, които остават под турско владичество. Дават отпор и на гръцките андарти и сръбската въоръжена пропаганда в периода 1903-1908 г., а също и на окупиралите Македония Гърция и Сърбия след Балканската война.
През 20 век чети се наричат и малки или части от партизански отряди, действащи срещу фашисткото управление, което обаче е било избрано из средите на техния народ. Делението е по партиен признак, откъдето идва и името партизанин. Все пак партизанин и четник имат различни значения, особено в България. Партизаните понякога са били подпомагани със средства и обучение от чуждестранни държави. Терминът чета се свързва предимно с действия в миналото (до първата четвърт на 20 век), докато като партизанска тактика се назовават и модерни (21 век) сепаратистки движения.
Контрареволюционните групи на горяните в периода 1947-1954, на брой, според различни оценки от 160 до 400, с численост от 4 до 150 д. всяка, също биват наричани чети.
Алюзията с българските революционни чети се използва и при наименованието на подразделения на младежката паравоенна организация Бранник през 1940-те г. в България.
На практика поради своята тактика и малобройност четите били предвестници, не довели до свалянето на властта, което ставало в резултат на войни.